# Prémio José Afonso
O Prémio José Afonso é instituído e patrocinado pela Câmara Municipal da Amadora em homenagem a José Afonso.

## História
São nomeados os melhores álbuns de música portuguesa editados dentro do espírito que preside a este prémio - a referência à cultura e à história portuguesas, tal como a obra do músico José Afonso.
O júri constituído por António Moreira, vereador da Cultura da Câmara Municipal da Amadora, a pianista Olga Prats, o jornalista Carlos Pinto Coelho, o presidente da Sociedade Portuguesa de Autores, Manuel Freire, e o maestro António Vitorino de Almeida, decidiu não atribuir o Prémio José Afonso de 2006 a nenhuma obra a concurso, discos editados em 2005, por não ter encontrado mérito consonante com o prestígio do Prémio. Tal facto originou alguma polémica.
Em 2007 foi retomada a atribuição do prémio mas deixou de haver uma lista de álbuns candidatos. A partir de 2010, Carlos Pinto Coelho, entretanto falecido, foi substituído pelo compositor, musicólogo e professor Dr. Sérgio Azevedo.

## Vencedores

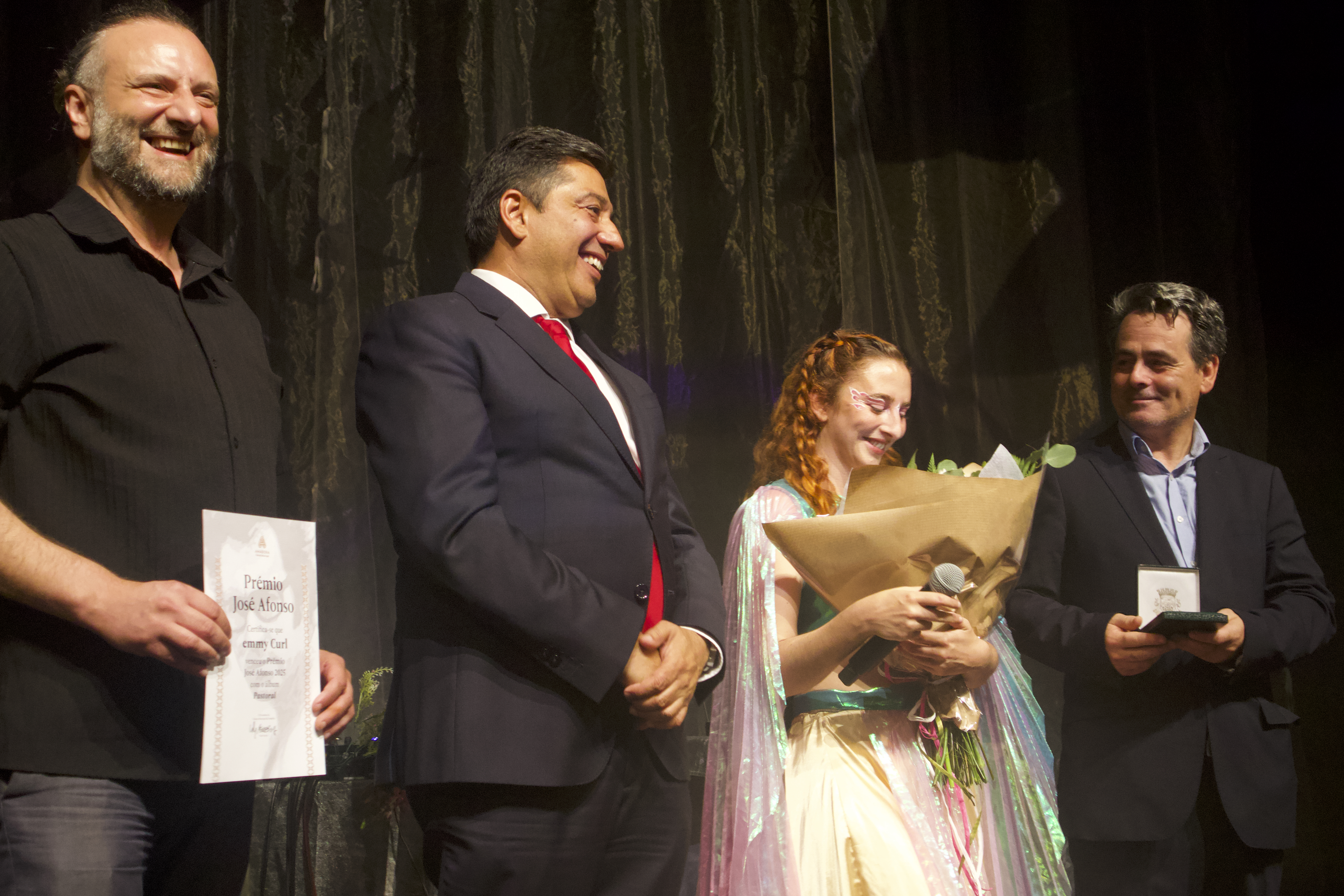
emmy Curl recebe prémio em 2025 pelo álbum "Pastoral".

- 1988 - Para além das Cordilheiras - Fausto[2]
- 1989 - Negro Fado - Vitorino[2]
- 1990 - Aos Amores - Sérgio Godinho[2]
- 1991 - Janelas Verdes - Júlio Pereira[2]
- 1992 - Correspondências - José Mário Branco[2]
- 1993 - Eu Que Me Comovo Por Tudo E Por Nada - Vitorino[2]
- 1994 - Tinta Permanente - Sérgio Godinho[2]
- 1995 - Traz Os Montes - Né Ladeiras[2]
- 1996 - Maio Maduro Maio - José Mário Branco, Amélia Muge E João Afonso[2]
- 1997 - Polas Ondas - Vai de Roda[2]
- 1998 - Bocas do Inferno - Gaiteiros de Lisboa[2]
- 1999 - Taco A Taco - Amélia Muge[2]
- 2000 - O Primeiro Canto - Dulce Pontes[2]
- 2001 - Vozes do Sul - Vozes do Sul[2]
- 2002 - Jorge Palma - Jorge Palma[2]
- 2003 - Nove Fados E Uma Canção De Amor - Carlos do Carmo[2]
- 2004 - À Porta Do Mundo - Filipa Pais[2]
- 2005 - Torna Viagem - José Medeiros[2]
- 2006 - não foi atribuído
- 2007 - Ceia Louca - Brigada Victor Jara[3]
- 2008 - Senhor Poeta - Frei Fado d'El Rei[4]
- 2009 - Chão - Mafalda Veiga[5]
- 2010 - Solo II - António Pinho Vargas[6]
- 2011 - Dois selos e um carimbo - Deolinda[1]
- 2013 - Demudado em tudo - 4uatro Ao Sul[7]
- 2014 - Gisela João - Gisela João
- 2015 - Atlantic Beat / Mad"in Portugal - O'queStrada
- 2016 - Mundo - Mariza
- 2017 - O Horizonte - Teresa Salgueiro[8]
- 2018 - Praça Do Comércio - Júlio Pereira[9]
- 2019 - Do Avesso - António Zambujo
- 2020 - Desalmadamente - Lena d'Água [10]
- 2021 - Madrepérola - Capicua
- 2022 - Reservado - Eu.Clides
- 2023 - 2 de Abril - A Garota Não
- 2024 - Hortelã - MARO
- 2025 - Pastoral -  emmy Curl[11][12][13][14]

## Álbuns nomeados (ano a ano)
Foram nomeados para o Prémio: 
- 1988 – Para Além Das Cordinheiras - Fausto | Olho De Fogo - Janita Salomé | Miradouro - Júlio Pereira | Os Dias da Madredeus – Madredeus | Pássaros do Sul - Mafalda Veiga | Terras da Lua Cheia - Paulo de Carvalho | Terra Firme - Trovante

- 1989 – Negro Fado - Vitorino | Espelho de Sons - Carlos Paredes | Amigos do Gaspar - Jorge Constante Pereira e Sérgio Godinho | A Regra do Fogo - Luís Cília | Cantar - Mafalda Veiga | Trovante Ao Vivo - Trovante

- 1990 – Aos Amores - Sérgio Godinho | Bairro do Amor - Jorge Palma | De Um Tempo Ausente - Sétima Legião (Nota: Não foi possível encontrar indicação de todos os trabalhos discográficos nomeados).

- 1991 – Janelas Verdes - Júlio Pereira | Que Se Fez Homem De Cantar - Carlos do Carmo | Gostar De Ti - Paulo De Carvalho | Mingos e os Samurais - Rui Veloso | Escritor de Canções - Sérgio Godinho | Um Desses Dias - Trovante | Terreiro De Bruxas - Vai De Roda

- 1992 – Correspondências - José Mário Branco | Selos e Borboletas - António Pinho Vargas | Fernando Marques Canta Gil Vicente - Fernando Marques | Vozes da Terra - Grupo De Cantares de Manhouce | Cantar à Lua - Janita Salomé | Lua Extravagante - Lua Extravagante | Guitarra Portuguesa - Pedro Caldeira Cabral

- 1993 – Eu Que Me Comovo Por Tudo e Por Nada - Vitorino | Mugica - Amélia Muge | Cantos de Outrora - Belaurora | Quinze Anos de Recriação da Música Popular Portuguesa - Brigada Victor Jara | Rock In Rio Douro - GNR | O Meu Bandolim - Júlio Pereira | Lisboa - Madredeus

- 1994 – Tinta Permanente - Sérgio Godinho | Meus Olhos Vão Pelo Mar - Concerto Atlântico (Dir. Pedro Caldeira Cabral) | Ser Maior (Uma História Natural) - Delfins | Lágrimas - Dulce Pontes | Modas - Ganhões De Castro Verde | Coisas Simples - Luís Portugal | Represas - Luís Represas | Palma's Gang - Palma's Gang | Histórias do Som - Toque De Caixa | Partes Sensíveis - Três Tristes Tigres

- 1995 – Traz Os Montes - Né Ladeiras | Todos Os Dias ... - Amélia Muge | Variações Inacabadas - António Portugal/António Brejo | Crónicas da Terra Ardente - Fausto | L' Amar - Filipa Pais | Raiano - Janita Salomé | Acústico - Julio Pereira | O Espírito da Paz - Madredeus | Amai - Paulo Bragança | Viagens - Pedro Abrunhosa & Bandemónio | Azuldesejo - Romanças

- 1996 – Maio Maduro Maio - José Mário Branco, Amélia Muge e João Afonso | Por Minha Dama - Ala Dos Namorados | Danças e Folias - Brigada Victor Jara | Uma Noite De Fados - Camané | Invasões Barbáras - Gaiteiros De Lisboa | O Feiticeiro do Vento - José Medeiros | Noites Passadas - Sérgio Godinho | Espanta Espíritos - Vários | A Canção do Bandido - Vitorino | Sanfonia - Realejo

- 1997 – Polas Ondas - Vai De Roda | Alma - Ala Dos Namorados | Margens - Carlos do Carmo | Na Corrente - Carlos Paredes | Cramol - Cramol | Atrás dos Tempos Vêm Tempos - Fausto | A Portuguesa - Isabel Silvestre| A Duas Mãos - Júlio Pereira e Kepa Junkera | A Cor da Fogueira - Mafalda Veiga | Rio Grande - Rio Grande | Ó Tambor - Rui Junior e O Ó Que Som Tem?

- 1998 – Bocas do Inferno - Gaiteiros De Lisboa | Memórias de Uma Guitarra - António Brojo | Outras Índias - Carlos Martins e Vasco Martins | Missangas - João Afonso | O Paraíso - Madredeus | Domingo no Mundo - Sérgio Godinho | Entre Nós e As Palavras - Os Poetas

- 1999 – Taco A Taco - Amélia Muge | A Guitarra e Outras Mulheres - António Chainho | Na Linha da Vida - Camané | Encontro da Lua - Frei Fado D' El Rei | Garra Dos Sentidos - Mísia | Cenários - Realejo | O Mundo Não Quer Acabar - Rui Júnior & O Ó Que Som Tem | Navegantes - Rão Kyão

- 2000 – O Primeiro Canto - Dulce Pontes | Novas Vos Trago - Amélia Muge, Sérgio Godinho, Brigada Victor Jara, Gaiteiros De Lisboa e João Afonso | Folha a Folha - Jorge Cravo | O Barco Voador - João Afonso | Cinefilias e Outras Incertezas - José Medeiros | Mafalda Arnauth - Mafalda Arnauth | Aqui - Marta Dias | Quarto Crescente - Quadrilha

- 2001 – Vozes do Sul - Vozes do Sul | Olhar do Passáro - Afonso Dias | Lisboa-Rio - António Chaínho | Por Sendas Montes e Vales - Brigada Victor Jara | Esta Coisa da Alma - Camané | Canções Para Titi - Carlos Paredes  | Post-Scriptum - Cristina Branco | Dançachamas - Gaiteiros De Lisboa | Código Verde - Luis Represas | Alma Mater - Rodrigo Leão | Lupa - Sérgio Godinho

- 2002 – Jorge Palma - Jorge Palma | Pelo Dia Dentro - Camané | Afinidades - Clã e Sérgio Godinho | Corpo Iluminado - Cristina Branco | Rituais - Júlio Pereira | Fado Maior - Katia Guerreiro | Esta Voz Que Me Atravessa - Mafalda Arnauth | Ritual - Mísia | Da Minha Voz - Né Ladeiras | Amanhã - Orpheu | Alentejanas e Amorosas - Vitorino

- 2003 – Nove Fados e Uma Canção De Amor - Carlos do Carmo | Amonte - Amélia Muge | Ana Sofia Varela - Ana Sofia Varela | Zanzibar - João Afonso | Macaréu - Gaiteiros De Lisboa | Momento - Pedro Abrunhosa

- 2004 – À Porta do Mundo - Filipa Pais | At-Tambur - At-Tambur | Sensus - Cristina Branco | A Ópera Mágica do Cantor Maldito - Fausto Bordalo Dias | Tão Pouco e Tanto - Janita Salomé | Nas Mãos do Fado - Katia Guerreiro | Encantamento - Mafalda Arnauth | Memórias da Guitarra Portuguesa - Pedro Caldeira Cabral | Voluptuária - Ricardo Rocha | Terra de Abrigo - Ronda Dos Quatro Caminhos | O Irmão do Meio - Sérgio Godinho

- 2005 – Torna Viagem - Zeca Medeiros | Canções Subterrâneas - A Naifa | Apenas o Amores - Aldina Duarte | Resistir É Vencer - José Mário Branco | Estrela - José Peixoto + Filipa Pais | Ninguém nos Ganha nos Matraquilhos - Vitorino | Utopia - Vitorino e Janita Salomé cantam José Afonso [16]

- 2007 – Ceia Louca - Brigada Victor Jara

- 2008 – Senhor Poeta: Um Tributo a José Afonso - Frei Fado D'El Rei

- 2009 – Chão - Mafalda Veiga

- 2010 – Solo II - António Pinho Vargas | Tarab - Danças Ocultas | Hemisférios – Dazkarieh | Meditherraneos - Luísa Amaro | Tasca Beat – Oquestrada | A Guitarra Portuguesa e a Universidade de Coimbra - Paulo Soares | Um copo de sol - Pedro Moutinho | Em’Cantado - Rão Kyao | Luminismo - Ricardo Rocha | Mãe - Rodrigo Leão | Matriz - Teresa Salgueiro

- 2011 – Dois Selos e um Carimbo - Deolinda | As Vidas dos Outros - Anaquim | Guia – António Zambujo | Veículo Climatizado - Arrefole | De Amor e dos Dias – Camané | Signo Solar - Flor-de-Lis | Sétimo Fado - Joana Amendoeira | Graffiti - Júlio Pereira | Troubador - Lula Pena | Fado Tradicional - Mariza

- 2013 – Demudado em Tudo - Quatro ao Sul | Desfado - Ana Moura | Sem Palavras - Carlos do Carmo / Maria João Pires | Cuca Roseta - Cuca Roseta | Ruído do Silêncio - Dazkarieh | Tarara - Diabo a Sete | Em Busca das Montanhas Azuis - Fausto | Avis Rara - Gaiteiros de Lisboa | Ruja, ruja, quem quiser que fuja - Realejo | Mútuo Consentimento - Sérgio Godinho | Doce Lar - Virgem Suta | Xícara - Xícara

- 2014 – Gisela João - Gisela João | Raiz - Cuca Roseta | Mundo Pequenino - Deolinda | Terra Seca - Mário Laginha | Az - Os Azeitonas | Contramão - Pedro Abrunhosa

- 2015 – AtlanticBeat - Mad'in Portugal - OqueStrada

- 2016 – Mundo - Mariza | Moura - Ana Moura | Infinito Presente - Camané | Caixa Negra - GNR

- 2017 – O Horizonte - Teresa Salgueiro | Aqui - Carla Pires | Sol - Celina da Piedade | Aurora - Criatura | Menina - Cristina Branco | Outras Histórias - Deolinda | Nua - Gisela João | Sul - Pensão Flor | Raquel - Raquel Tavares | Voa pé - Retimbrar | Hoje é assim, amanhã não sei - Ricardo Ribeiro

- 2018 – Praça do Comércio - Júlio Pereira | Fitxadu - Sara Tavares | A poesia de Aldir Blanc - Maria João | Canta Marceneiro - Camané | Ao longe já se ouvia - Sopa de Pedra

- 2019 – Do Avesso - António Zambujo | Maria - Carminho | Nação Valente - Sérgio Godinho

- 2020 – Desalmadamente - Lena D’Água | Vida Nova - Manuel Cruz

- 2021 – Madrepérola - Capicua | Canções do Pós-Guerra - Samuel Úria | Eva - Cristina Branco | Kriola - Dino d’Santiago | Liwoningo - Selma Uamusse

- 2022 – Reservado - Eu.Clides | CAOS'A - Rita Vian

- 2023 – 2 de Abril - A Garota Não

- 2024 - Hortelã - MAROReferências

1. 1 2  «Deolinda vencem o Prémio José Afonso». Correio da Manhã. Consultado em 21 de Agosto de 2013[ligação inativa]
2. 1 2 3 4 5 6 7 8 9 10 11 12 13 14 15 16 17 18  «Zeca Medeiros vence Prémio José Afonso». RTP. Consultado em 21 de Agosto de 2013
3. ↑  «Brigada Victor Jara vence Prémio José Afonso». Expresso. Consultado em 21 de Agosto de 2013
4. ↑  «Frei Fado D'El Rei vence Prémio José Afonso». Expresso. Consultado em 21 de Agosto de 2013
5. ↑  «Mafalda Veiga vence Prémio José Afonso». Cyberjornal. Consultado em 21 de Agosto de 2013. Arquivado do original em 9 de agosto de 2007
6. ↑  «António Pinho Vargas vence Prémio José Afonso». TVI. Consultado em 21 de Agosto de 2013
7. ↑  «4uatro ao Sul distinguido com o Prémio José Afonso». A Nossa Rádio. Consultado em 29 de Novembro de 2017
8. ↑  «Prémio José Afonso 2017 atribuído a "O Horizonte" de Teresa Salgueiro». Observador. Consultado em 2 de Novembro de 2017
9. ↑  [op243840v@meteoro.pt/ «Júlio Pereira vence Prémio José Afonso 2018»] Verifique valor |url= (ajuda). CMAmadora. Consultado em 7 de Maio de 2019
10. ↑  «Lena d'Água vence Prémio José Afonso»
11. ↑  «Emmy Curl ganha prémio José Afonso». Expresso (Portugal). Consultado em 28 de março de 2025
12. ↑  «emmy Curl vence Prémio José Afonso 2025 com álbum "Pastoral"». Observador (jornal). Consultado em 28 de março de 2025
13. ↑  «Emmy Curl's album 'Pastoral' wins 2025 José Afonso Award». Consultado em 28 de março de 2025
14. ↑  «emmy Curl vence Prémio José Afonso». Consultado em 28 de março de 2025
15. ↑  «Prémio José Afonso - 1987 a 2003». web.archive.org. 9 de abril de 2010. Consultado em 21 de setembro de 2024
16. ↑  «Sete nomeados para o Prémio José Afonso». Diário de Notícias. Consultado em 21 de setembro de 2024